# Noel Coleman
Noel Coleman, född 26 november 1919 i Leicester i Leicestershire, död 12 oktober 2007, var en brittisk skådespelare. Coleman har arbetat inom teater, film och TV, däribland i The Avengers, Doctor Who, Ivanhoe, The Last of the Mohicans och Red Dwarf.

## Filmografi i urval
- 1956 – The Count of Monte Cristo (TV-serie)
- 1957 – The Adventures of Robin Hood (TV-serie)
- 1957 – The Buccaneers (TV-serie)
- 1958 – The Diary of Samuel Pepys (Miniserie)
- 1962–1967 – The Avengers (TV-serie)
- 1969 – Doctor Who (TV-serie)
- 1970 – Ivanhoe (Miniserie)
- 1971 – The Last of the Mohicans (Miniserie)
- 1972 – Den vilda jakten mot gränsen
- 1972 – The Adventures of Black Beauty (TV-serie)
- 1973 – Hem till gården (TV-serie)
- 1976 – The Duchess of Duke Street (TV-serie)
- 1987 – Parlamentets svarta får (TV-serie)
- 1988 – Red Dwarf (TV-serie)
- 1991 – Under Suspicion
- 1993 – Lovejoy (TV-serie)